# Ендрю Фойстъл
Ендрю Джей „Дрю“ Фойстъл (на английски: Andrew Jay „Drew“ Feustel) e американски геофизик и астронавт на НАСА, участник в два космически полета.

## Образование
Ендрю Фойстъл завършва колежа Lake Orion High School в Мичиган. През 1989 г. завършва Университета Пардю в Индиана с бакалавърска степен по геофизика. През 1991 г. защитава магистърска степен в същото висше учебно заведение. През 1995 г. получава научна степен доктор по геология от Университета Куинс в Онтарио, Канада.

## Служба в НАСА
Ендрю Фойстъл е избран за астронавт от НАСА на 26 юли 2000 г., Астронавтска група №18. Взема участие в два космически полета. Има в актива си 6 космически разходки с обща продължителност 42 часа и 18 минути – 17 – то постижение към 2012 г.

## Полети
Ендрю Фойстъл лети в космоса като член на екипажа на две мисии:
| Космически полети на Ендрю Джей „Дрю“ Фойстъл                    | Космически полети на Ендрю Джей „Дрю“ Фойстъл | Космически полети на Ендрю Джей „Дрю“ Фойстъл | Космически полети на Ендрю Джей „Дрю“ Фойстъл | Космически полети на Ендрю Джей „Дрю“ Фойстъл | Космически полети на Ендрю Джей „Дрю“ Фойстъл | Космически полети на Ендрю Джей „Дрю“ Фойстъл |
| №                                                                | Дата                                          | КК                                            | Емблема на мисията                            | Функции                                       | Продължителност                               |                                               |
| ---------------------------------------------------------------- | --------------------------------------------- | --------------------------------------------- | --------------------------------------------- | --------------------------------------------- | --------------------------------------------- | --------------------------------------------- |
| 1                                                                | 11 май 2009                                   | „Атлантис“, мисия STS-125                     |                                               | Специалист на мисията                         | 12 денонощия 21 часа 38 мин. 19 сек.          |                                               |
| 2                                                                | 16 май 2011                                   | „Индевър“, мисия STS-134                      |                                               | Специалист на мисията                         | 15 денонощия 17 часа 38 мин. 51 сек.          |                                               |
| Сумарно време в космоса – 28 денонощия 15 часа 17 минути 10 сек. |                                               |                                               |                                               |                                               |                                               |                                               |